# Grant Morrison
Grant Morrison (Glasgow, 31 de enero de 1960) es un guionista de cómics escocés, conocido por su narrativa no lineal y sus inclinaciones a tratar temáticas contraculturales en sus obras. Comenzó su carrera profesional trabajando para publicaciones destinadas a Reino Unido para, de forma progresiva en los primeros años de la década del noventa, pasó a centrar su trabajo en Estados Unidos.
Se le conoce por tomar el control de personajes clásicos, reinterpretándolos y relanzándolos con éxito, como es el caso de Animal Man, Patrulla Condenada, JLA, New X-Men y All-Star Superman, entre otros. Suele compaginar trabajos personales y destinados a un público minoritario, generalmente para el sello editorial Vertigo, con trabajos para personajes famosos e icónicos para grandes editoriales, como Arkham Asylum: A Serious House on Serious Earth para Batman, una de sus obras más aclamadas.
Gran parte de la fama que Morrison ha alcanzado ha sido gracias a los temas contraculturales tratados en sus obras como las drogas, la imaginación, la metaficción, la fantasía, el sexo y la violencia. Le han influenciado obras de medios muy diversos, que abarcan desde la literatura de Thomas Pynchon a la plástica de Andy Warhol, pasando por las reflexiones sobre los alucinógenos de Terence McKenna o el vudú de Michael Bertiaux.[cita requerida]
En otros campos, se le ha premiado por sus obras de teatro, ha realizado varios guiones de cine, como Sleepless Knights y el de la adaptación de una de sus obras, We3. Además, ha realizado el guion de varios videojuegos como Área 51, Predator: Concrete Jungle y Battlestar Galactica.

## Trayectoria
En 1986 Morrison comenzó a colaborar con algunas publicaciones de Marvel UK y, sobre todo, en revista británica 2000 AD, en la que participó regularmente desde 1986 hasta 1993. En esta revista llamó la atención su serie Zenith iniciada en 1987 (2000 AD #535), protagonizada por un particular superhéroe, lo que propiciaría su desembarco en Estados Unidos.
Una vez se le introdujo en el mercado estadounidense, Morrison trabajó en la línea Vértigo de DC, para la que colaboró regularmente desde finales de la década de 1980, primero reinterpretando personajes clásicos de DC en Animal Man y Doom Patrol, y luego con títulos de creación propia como Los Invisibles, Mata a tu novio, Flex Mentallo, y The Filth (El asco).

La novela gráfica Arkham Asylum: A Serious House on Serious Earth (1989), ilustrada por el británico Dave McKean, fue su primer éxito masivo, para 1995 había vendido 182 166 ejemplares con encuadernación de pasta dura y 85 047 con encuadernación rústica; y para 2004 había vendido cerca de medio millón de ejemplares, presentando una particular interpretación de los mitos de Batman.

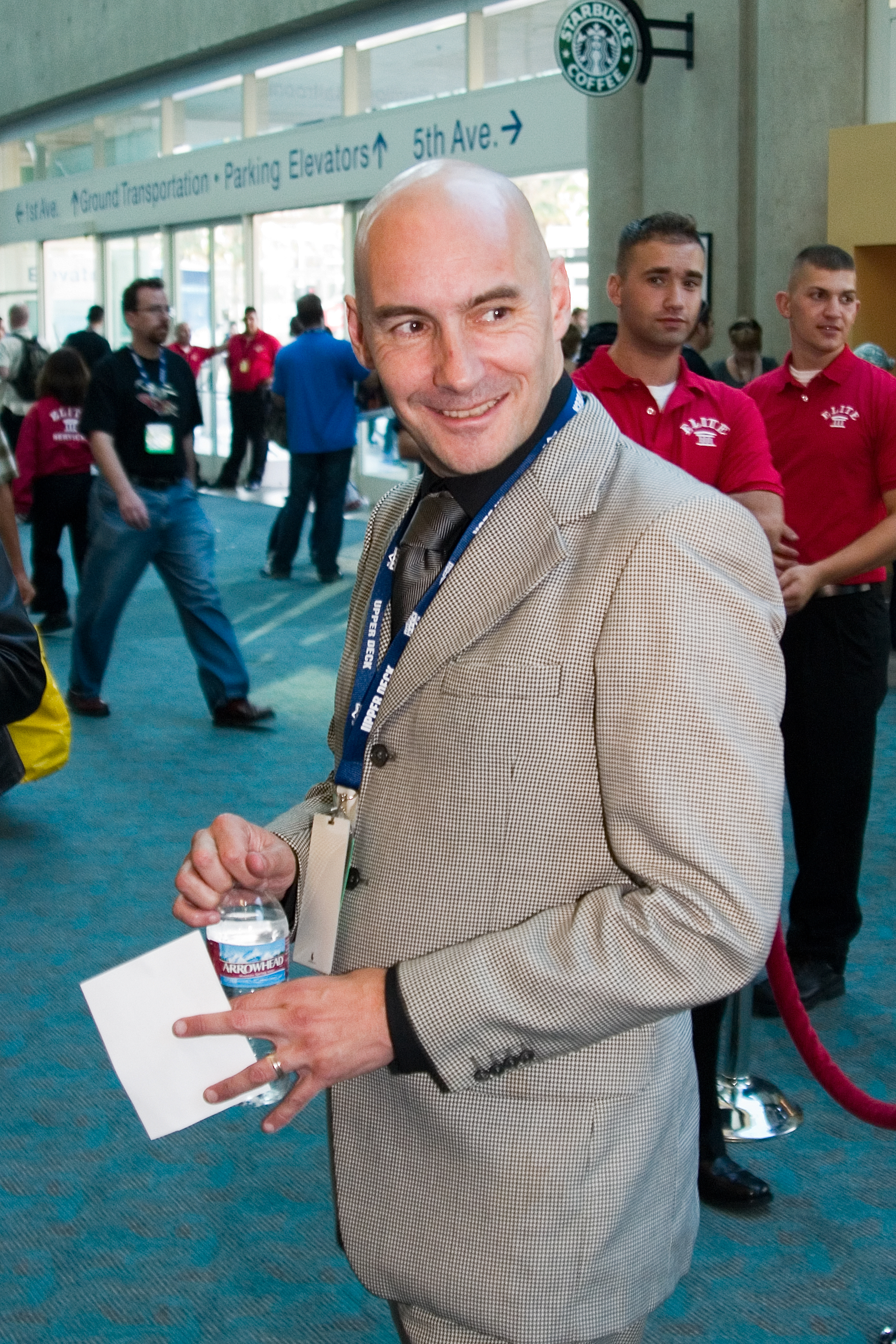
Grant Morrison en 2008.

En 1997, se encargó de relanzar con gran éxito la serie regular de la Liga de la Justicia de América (JLA), Morrison convirtió a la serie en la más vendida de DC y ganó de nuevo el favor de la crítica.[cita requerida]
En la década del 2000, tras finalizar su etapa en JLA, trabaja en Marvel Comics en dos miniseries para el sello Marvel Knights: Marvel Boy, donde deja bastantes de sus ideas características y ha expresado su deseo de realizar una secuela,[cita requerida] y Fantastic Four: 1234. A partir de mayo de 2001 se encargó del relanzamiento de X-Men en New X-Men, donde se mantuvo del número 114 al 154. Tras finalizar su etapa en Marvel regresó a DC, donde trabajó en diversas series limitadas de la línea Vertigo, como WE3 y Seaguy, ayudó a relanzar el Universo DC después del evento Crisis Infinita y la serie WildCats, perteneciente al sello Wildstorm.
Entre los años 2006 y 2008 trabajó en All Star Superman, ilustrado por Frank Quitely, y en nueva etapa en la continuidad de Batman y Detective Comics con historias como «Batman and Son», que introdujo al personaje Damian Wayne, «Batman RIP» y la serie «Batman and Robin».
A finales de 2010 participó en la grabación de dos videoclips de la banda norteamericana My Chemical Romance, donde Grant es el personaje malvado de las canciones «Na na na (na na na na na na na na na)» y «Sing».

## Vida personal
Grant es una persona de género no binario y su pronombre es they (elle).